# Front démocratique uni (Namibie)
Pour les articles homonymes, voir Front démocratique uni et FDU.
Le Front démocratique uni ou FDU (en anglais, United Democratic Front - UDF) est un parti politique de Namibie.

## Histoire
L'UDF est une formation progressiste fédérant un ensemble de petits partis pendant la période de résistance contre l'occupation sud-africaine. L'UDF est dirigé par Justus Garoëb. Il défend les intérêts du peuple damara.
Lors des élections législatives des 27-28 novembre 2009, l'UDF a obtenu 2,4 % des voix et deux des 78 sièges de la chambre basse. L'UDF a obtenu ses voix principalement de deux régions, Erongo et Kunene.

## Résultats aux élections législatives
| élections législatives | % des voix | Nombre de sièges |
| ---------------------- | ---------- | ---------------- |
| 2009                   | 2,40 %     | 2                |
| 2004                   | 3,10 %     | 3                |
| 1999                   | 2,90 %     | 2                |
| 1994                   | 2,68 %     | 2                |
| 1989                   | 5,65 %     | 4                |

### Résultats aux élections présidentielles
| Élections présidentielles | Candidat      | Nombre de voix | % des suffrages exprimés |
| ------------------------- | ------------- | -------------- | ------------------------ |
| 2009                      | Justus Garoëb | 19.258         | 2,37 %                   |
| 2004                      | Justus Garoëb | 31.354         | 3,83 %                   |
| 1999                      | Justus Garoëb | 15.635         | 2,90 %                   |
| 1994                      | –             | –              | –                        |